# Карпенко, Виктор Александрович (футболист)
Ви́ктор Алекса́ндрович Карпе́нко (род. 7 сентября 1977, Ташкент) — узбекистанский футболист, полузащитник; тренер. С 2003 по 2014 год выступал за сборную Узбекистана.

## Клубная карьера
Начал свою профессиональную карьеру в клубе «Бухара» в 1997 году. В 1999 году играл за зарафшанский «Кызылкум». В 2000 году перебрался в Россию, где играл за ярославский «Шинник». В 2002 году, перед началом сезона, «Шинник», испытывая переизбыток полузащитников, отдал Виктора в аренду читинскому «Локомотиву», который в то время играл в первом дивизионе. Там забил в чемпионате 14 мячей. Успешная игра атакующего хавбека не ускользнула от внимания Александра Побегалова, и в декабре главный тренер ярославцев вернул его в команду. Уже на контрольных матчах стал лучшим бомбардиром. И это притом, что фактически дебютировал в передней линии, поскольку играл всегда чуть сзади. В 2005 году перешёл в Казахстан, где играл за алматинский «Кайрат». С 2007 по 2012 год играл за ташкентский «Бунёдкор».
26 января 2013 года Карпенко подписал контракт с ташкентским «Локомотивом». В августе 2015 вернулся в «Бунёдкор».

## Достижения
- Полуфиналист Лиги чемпионов Азии (2): 2008, 2012
- Чемпион Узбекистана (4): 2008, 2009, 2010, 2011
- Серебряный призёр чемпионата Узбекистана (2): 2007, 2012
- Обладатель Кубка Узбекистана (3): 2008, 2010, 2012
- Финалист Кубка Узбекистана: 2007
- Победитель первого дивизиона первенства России: 2001